# Lalo de Almeida
Lalo de Almeda est un photojournaliste, photographe documentaire et vidéaste indépendant brésilien né à São Paulo en 1970.    
Il est désigné « Photographe de l’année 2022 » dans la catégorie “projet à long terme” au World Press Photo.   

## Biographie
Lalo de Almeda a étudié la photographie à l’Instituto Europeo di Design de Milan, où il a commencé sa carrière en travaillant pour l’agence Grazia Neri.
Il retourne ensuite au Brésil et devient photographe du quotidien Folha de São Paulo.
Il a travaillé alors sur des projets documentaires à long terme tels que « El hombre y la tierra » sur les populations traditionnelles et leur relation avec l’environnement au Brésil.
À partir de 2010, il commence à produire des documentaires en format court et des récits multimédias et créé une série de projets primés tels que « A World of Walls », « Climate Crisis », « Global Inequality », entre autres.
Lalo de Almeda est basé à São Paulo au Brésil et son travail est diffusé par l’agence Panos Picture.

## Prix et distinctions
Liste non exhaustive
- 2017 : World Press Photo, « Contemporary Issues, 2e prix » pour son essai sur les victimes du virus Zika[2]
- 2017 : Photo of the Year Latam pour son essai sur les victimes du virus Zika
- 2017 : Prix du roi d’Espagne pour son projet « Un monde de murs »
- 2017 : Prix de la couverture humanitaire du Comité international de la Croix-Rouge.
- 2019 : Finaliste du Eugene Smith Fund Grant pour sa série « Amazonian Dystopia »
- 2021 : POY Latam Ibero-American Photographer of the Year [3]
- 2021 : World Press Photo, catégorie «Environnement », 1er prix, pour sa série sur les incendies de forêt dans la région du Pantanal au Brésil[4]
- 2022 : World Press Photo of the Year dans la catégorie projet à long terme, pour sa série « Amazonian Dystopia »[5],[6]